# Eretmapodites argyrurus
Eretmapodites argyrurus är en tvåvingeart som beskrevs av Edwards 1936. Eretmapodites argyrurus ingår i släktet Eretmapodites och familjen stickmyggor.
Artens utbredningsområde är Nigeria. Inga underarter finns listade i Catalogue of Life.